# دف‌کان
دِف‌کان (انگلیسی: DEF CON) از مهم‌ترین و قابل توجه‌ترین گردهمایی‌های هکرها در جهان است که همه ساله در شهر لاس وگاس، ایالت نوادا برگزار می‌شود. اولین رویداد دِف‌کان در ژوئن سال ۱۹۹۳ برگزار شد و امروزه بسیاری از شرکت کنندگان در آن شامل متخصصان امنیت سایبری، خبرنگاران، وکلا، کارمندان دولت فدرال، محققان امنیتی، دانشجویان و هکرهایی هستند که به نرم‌افزار، معماری رایانه، اصلاح سخت‌افزار، و هر چیزی که بتوان «هک» کرد، علاقه‌مند هستند. این رویداد شامل چندین بخش سخنرانی در موضوعاتی مربوط به رایانه- و هک کردن- و همچنین چالش‌ها و رقابت‌های مربوط به امنیت سایبری است.
رقابت‌های برگزار شده در طول این رویداد بسیار متنوع است، از ایجاد بیشترین فاصله اتصال یک دستگاه به وای‌فای تا یافتن موثرترین راه برای خنک کردن یک آبجو در گرمای نوادا. اما شاید مهمترین رقابت این رویداد فتح پرچم (CTF) باشد که در آن تیم‌هایی متشکل از هکرها باید از کامپیوترها و شبکه‌هایی که با سخت‌افزار، نرم‌افزار و معماری مشخصی در اختیار آن‌ها قرارگرفته، دفاع یا به آن‌ها حمله کنند.

## تاریخچه
این مهمانی ابتدا توسط هکر مشهور و بنیانگذار کنفرانس بلک هت، جف موس برای خداحافظی یکی از هکرهای عضو Palatinum Net، ترتیب داده شده بود، اما مهمانی خداحافظی بهم خورد و جف تصمیم گرفت به‌جای آن تمام دوستان هکر خود را از نقاط مختلف به لاس‌وگاس دعوت کند.